# 神鎗狙擊
《神鎗狙擊》（英語：Sniper Standoff；前稱《神槍狙擊2013》）是香港電視廣播有限公司拍攝製作的時裝警匪電視劇，全劇共25集，由張兆輝、謝天華、周海媚、徐子珊及岑麗香領銜主演，由關永忠擔任監製。
此劇為2013無綫節目巡禮劇集之一，亦是第17屆香港國際影視展中無綫電視推介的電視劇之一，謝天華及周海媚在無綫電視的告別作，也是周海媚生前最後一套香港電視劇。

## 演員表

### 特別任務連（飛虎隊）
| 演員            | 角色   | 關係 |
| 李子奇          | 梁君雄 | 梁Sir 警司/指挥官 江志毅、高晉堅之上司 |
| 林 偉           | 江志毅 | 江Sir 高級督察 梁君雄之下屬 高晉堅之上司兼好友 |
| 張振朗 （青年） | 高晉堅 | GoGo Sir、高sir 警署警長 梁君雄之下屬 江志毅之下屬兼好友 沒人性，表面上鐵面無私，可是膽小怕事 與李浩揚亦友亦敵，不斷地針對其後與其反目 王若玲之好友，後為男友 上官明珠之好友 上官天之徒弟 針對黎珍 參見高家 |
| 张兆辉          | 高晉堅 | GoGo Sir、高sir 警署警長 梁君雄之下屬 江志毅之下屬兼好友 沒人性，表面上鐵面無私，可是膽小怕事 與李浩揚亦友亦敵，不斷地針對其後與其反目 王若玲之好友，後為男友 上官明珠之好友 上官天之徒弟 針對黎珍 參見高家 |
| 岑麗香          | 黎 珍  | 嚟真 警长 梁君雄、江志毅、高晉堅之下屬 狙擊手 被上司高晉堅針對，並被其他飛虎隊員看不起 |
| 翟威廉          | 劉 貴  | Tiger 警长 梁君雄、江志毅、高晉堅之下屬 狙擊手 |
| 張致恆          | 安亞哲 | Energy 警长 梁君雄、江志毅、高晉堅之下屬 狙擊手 对黎珍有好感 |
| 陳志健          | 蔣正義 | 大隻講 警长 梁君雄、江志毅、高晉堅之下屬 成員 |
| 楊潮凱          | 包子忠 | 警长 梁君雄、江志毅、高晉堅之下屬 成員 |
| 溫家偉          | 張彼仁 | Champion 警长 梁君雄、江志毅、高晉堅之下屬 成員 |
| 魏焌皓          | 林伯榮 | 林伯 警长 梁君雄、江志毅、高晉堅之下屬 成員 |
| 曾守明          | 邱耀威 | 警长 梁君雄、江志毅、高晉堅之下屬 成員 |
| 劉天龍          | 趙 勇  | 警长 梁君雄、江志毅、高晉堅之下屬 成員 |
| 王致狄          |        | 職員 |
| 何廣沛          |        | 警长 梁君雄、江志毅、高晉堅之下屬 新成員 |
| 郭懿皚          |        | 警长 梁君雄、江志毅、高晉堅之下屬 新成員 |
| 林 玥           |        | 警长 梁君雄、江志毅、高晉堅之下屬 新成員 |
| 鄭嘉豪          |        | 警长 梁君雄、江志毅、高晉堅之下屬 新成員 |
| 袁鎮業          |        | 警长 梁君雄、江志毅、高晉堅之下屬 新成員 |

### 有組織罪案及三合會調查科（O記）
| 演員   | 角色     | 關係 |
| 魯振順 | 管萬夫   | 管Sir 警司 鄧伟樑、上官明珠、屈展基、毛向南、郭泰倫、彭棋之上司 |
| 杨瑞麟 | 鄧偉樑   | 邓Sir 總督察 管萬夫之下属 上官明珠、屈展基、毛向南、郭泰倫、彭棋之上司 |
| 徐子珊 | 上官明珠 | 阿Dam、上官 督察， 於第24集晋升为高級督察 管万夫，鄧伟樑之下属 屈展基、毛向南、郭泰伦、彭棋之上司 於第25集為救王若玲被洪國才鎗傷，送院後不治身亡 參見上官家 參見劫持與復仇案 |
| 陳榮峻 | 屈展基   | 基哥 警員 管萬夫、鄧偉樑、上官明珠之下屬 |
| 鄭健樂 | 毛向南   | 阿毛 警員 管萬夫、鄧偉樑、上官明珠之下屬 |
| 張智軒 | 郭泰倫   | 車手 警員 管萬夫、鄧偉樑、上官明珠之下屬 |
| 陳芷尤 | 彭 棋    | 蟛蜞 警員 管萬夫、鄧偉樑、上官明珠之下屬 於第16集被上官明珠委派進入奇點進行臥底任務時被陳慕芝打傷                                                                            |
| 譚坤倫 | 軍裝警察 | |
| 謝光耀 | 軍裝警察 | |
| 張明偉 | 軍裝警察 | |
| 吳曠利 | 軍裝警察 | |
| 鄭詠謙 | 軍裝警察 | |
| 鍾鈺精 | 軍裝警察 | |

### 王家
| 演員            | 角色   | 關係' |
| 莊錠欣 （童年） | 王若玲 | 保險代理／咖啡店東主 王若心、王子康之姊 高晉堅之好友，後為女友，於第23集分手，於第25集復合 葉以博之前女友 高晉碩之下屬 參見劫持與復仇案 |
| 周海媚          | 王若玲 | 保險代理／咖啡店東主 王若心、王子康之姊 高晉堅之好友，後為女友，於第23集分手，於第25集復合 葉以博之前女友 高晉碩之下屬 參見劫持與復仇案 |
| 楊愛瑾          | 王若心 | 餐廳侍應／咖啡店東主 王若玲之妹 王子康之姊                                                                                              |
| 李 豪           | 王子康 | 王若玲、王若心之弟 大學修讀心理學相關課程                                                                                               |

### 高家
| 演員   | 角色   | 關係                                                                |
| 雪 妮  | 羅愛友 | 高晉碩、高晉堅之母 郭美金之家姑 高辉霆之祖母                        |
| 歐瑞偉 | 高晉碩 | 保險經理 羅愛友之长子 高晉堅之兄 郭美金之夫 高輝霆之父 王若玲之上司 |
| 張嘉兒 | 郭美金 | 高晉碩之妻 高輝霆之母                                               |
| 張兆輝 | 高晉堅 | GOGO Sir、GOGO Uncle(高辉霆专用) 羅愛友之孻子 高晉碩之弟 高辉霆之叔 |
| 陳泓達 | 高輝霆 | 高晉碩、郭美金之子                                                  |

### 上官家
- 于第25集灭门

| 演員   | 角色     | 關係 |
| 李國麟 | 上官天   | 天Sir 退休飛虎隊狙擊手 上官明珠之父 高晉堅、李浩揚之師傅 于第17集被鹰眼枪杀身亡 參見上官天被殺案                                     |
| 徐子珊 | 上官明珠 | O記督察，后晋升为高级督察 上官天之女 高晉堅、李浩揚之義妹 暗戀高晉堅 於第25集為救王若玲被洪國才鎗傷，送院後不治身亡 參見劫持與復仇案 |

### 丁家
| 演員   | 角色   | 關係                                                                                                  |
| 秦 煌  | 丁上善 | 奇點集團總裁 丁巧之父，出賣其 丁峰之父 劉國忠之對手 于第25集槍傷李浩揚不遂被其綁架、生死未卜          |
| 陳 煒  | 丁 巧  | 奇點集團副總裁 丁上善之女，被其出賣 丁峰之姊，被其出賣 與李浩揚勾結並暗戀其 劉國忠之天敵 于第25集被捕 |
| 許家傑 | 丁 峰  | 丁上善之子 丁巧之弟，出賣其 于第25集被李浩揚綁架、生死未卜                                            |

### 奇點集團
- 于第25集瓦解。

| 演員   | 角色      | 關係                                                  |
| 秦 煌  | 丁上善    | 奇點集團總裁 參見丁家                                 |
| 陳 煒  | 丁 巧     | 奇點集團副總裁 參見丁家                               |
| 何傲兒 | 陳慕芝    | 丁巧之得力助手 於第16集打傷進入奇點進行臥底任務的彭棋 |
| 利穎怡 | Pauline姐 | 奇點集團職員                                          |
| 胡中慧 | Sophie    | 奇點集團職員                                          |
| 羅天宇 | 崗        | 奇點集團職員                                          |

### 與案件有關的人物

#### 金三角毒販集團案（第1－4集）
| 演員            | 角色            | 關係 |
| 曾航生          | 毒梟駒          | 金三角毒販集團老闆 曾與丁上善勾結 李浩揚之天敵 向飛虎隊掃射 於第4集被高晉堅擊斃 |
| 黃煒溏          | 頭 馬           | 金三角毒販集團成員 於第1集被高晉堅槍傷並入院 於第2集護送至法庭途中被李浩揚枪伤 再由医院護送至安全屋途中被李浩揚枪杀身亡 |
| 黃鍵麟          | 手 下           | 金三角毒販集團成員 毒梟駒之手下 於第4集被飛虎隊擊斃 |
| 朱祖权          | 手 下           | 金三角毒販集團成員 毒梟駒之手下 |
| 蔡曜力 （青年） | 李浩揚          | 阿揚、揚哥 遊艇買賣商人／職業殺手／神槍手／槍會教練／地下終結者 與高晉堅亦友亦敵，被其針對後被其反目 上官明珠、黎珍之好友 與丁巧勾結，被其暗恋 上官天之徒弟 前特别任务连高级督察，在一次解救人质行动中，因擅自击毙劫持者，而被革职 後常以私刑的方式制裁惡人，並多次使用狙擊槍對惡人進行遠程射殺（實為執行私刑） 於第12集勒索洪國才 於第23集擊斃鷹眼 於第25集表面上被高晉堅误杀，事实上刻意让高晉堅枪杀，实为假死 （参见《使徒行者3》） |
| 謝天華          | 李浩揚          | 阿揚、揚哥 遊艇買賣商人／職業殺手／神槍手／槍會教練／地下終結者 與高晉堅亦友亦敵，被其針對後被其反目 上官明珠、黎珍之好友 與丁巧勾結，被其暗恋 上官天之徒弟 前特别任务连高级督察，在一次解救人质行动中，因擅自击毙劫持者，而被革职 後常以私刑的方式制裁惡人，並多次使用狙擊槍對惡人進行遠程射殺（實為執行私刑） 於第12集勒索洪國才 於第23集擊斃鷹眼 於第25集表面上被高晉堅误杀，事实上刻意让高晉堅枪杀，实为假死 （参见《使徒行者3》） |
| 何君誠          | 吳其臻          | John 丁上善之保鏢 曾向金三角毒販出賣李浩揚身份 於第6集被綁架 於第7集逃脫期間被越南劫匪枪杀 |
| 曾 敏           | 鳳 姐           | 妓女 被高晉堅徵用單位之户主（第1集） |
| 羅天池          | Robert          | 美國槍王 槍會會員 曾羞辱李浩扬，但反被其羞辱（第1集） |
| 裘卓能          | 槍會會員        | （第1集） |
| 蕭徽勇          | 槍會會員        | （第1集） |
| 白 雲           | PPJ保險公司職員 | PPJ保險公司職員（第1集） |
| 何佩珉          | PPJ保險公司職員 | PPJ保險公司職員（第1集） |
| 石天欣          | 年青女子        | PPJ保險公司應徵者（第1集） |
| 林芊妤          | 年青女子        | PPJ保險公司應徵者（第1集） |
| 陳亭嘉          | 年青女子        | PPJ保險公司應徵者（第1集） |
| 劉蔚萱          | 記 者           | （第1集） |
| 陳嘉嘉          | 記 者           | （第1、3集） |
| 陳婉婷          | 股票行職員      | （第2集） |
| 王德基          | 錢公子          | 李浩揚之好友（第2、22集） |
| 關浩揚          | 莫公子          | 李浩揚之好友（第2、22集） |
| 周麗欣          | Emma            | 錢公子女伴（第2集） |
| 黃梓瑋          | 闊 太           | （第2集） |
| 黃梓瑋          | 陳 太           | （第10集） |
| 李漫芬          | 鄭 太           | 王若玲之客戶、鄭生之妻（第2－3、6集） |
| 白健恩          | 龍              | 丁上善之保鏢（第3集） |
| 洋              | 警務處處長      | （第3集） |
| 周梓盈          | 主 持           | PDSC亞太區射擊大賽司儀（第3集） |
| 梁 茵           | 禮儀小姐        | PDSC亞太區射擊大賽禮儀小姐（第3集） |
| 陳穎熙          | 禮儀小姐        | PDSC亞太區射擊大賽禮儀小姐（第3集） |
| 譚永浩          | 記 者           | 採訪黎珍（第3集） |
| 吳倩彤          | 記 者           | 採訪黎珍（第3集） |
| 吳沚默          | 記 者           | 採訪黎珍（第3集） |
| 郭千瑜          | 記 者           | 採訪黎珍（第3集） |
| 林 玥           | 記 者           | 採訪黎珍（第3集） |
| 黃榮燊          | 記 者           | 採訪黎珍（第3集） |
| 施駿喆          | 記 者           | 採訪黎珍（第3集） |
| 黃耀英          | 記 者           | 採訪黎珍（第3集） |
| 袁鎮業          | 參賽者          | 射擊比賽參賽者（第3集） |
| 余應彤          | 參賽者          | 射擊比賽參賽者（第3集） |
| 何廣沛          | 觀 衆           | 射擊比賽觀衆（第3集） |
| 林健生          | 觀 衆           | 射擊比賽觀衆（第3集） |
| 李悅瀚          | 觀 衆           | 射擊比賽觀衆（第3集） |
| 王志康          | 觀 衆           | 射擊比賽觀衆（第3集） |
| 趙璧渝          | 觀 衆           | 射擊比賽觀衆（第3集） |
| 劉嘉琪          | 觀 衆           | 射擊比賽觀衆（第3集） |
| 李旻芳          | 觀 衆           | 射擊比賽觀衆（第3集） |
| 楊家寶          | 觀 衆           | 射擊比賽觀衆（第3集） |
| 陳家良          | 觀 衆           | 射擊比賽觀衆（第3集） |
| 朱樂洺          | 觀 衆           | 射擊比賽觀衆（第3集） |
| 何沛霖          | 觀 衆           | 射擊比賽觀衆（第3集） |
| 李嘉晉          | 觀 衆           | 射擊比賽觀衆（第3集） |
| 盧俊龍          | 觀 衆           | 射擊比賽觀衆（第3集） |
| 黃毅進          | 觀 衆           | 射擊比賽觀衆（第3集） |
| 利穎怡          | 觀 衆           | 射擊比賽觀衆（第3集） |
| 王靖怡          | 觀 衆           | 射擊比賽觀衆（第3集） |
| 朱斐斐          | 觀 衆           | 射擊比賽觀衆（第3集） |
| 袁鎮業          | 參賽者          | 射擊比賽參賽者（第5集） |
| 何廣沛          | 參賽者          | 射擊比賽參賽者（第5集） |
| 黃耀英          | 參賽者          | 射擊比賽參賽者（第5集） |
| 譚永浩          | 參賽者          | 射擊比賽參賽者（第5集） |
| 劉蔚萱          | 賓客            | 射擊比賽觀衆（第5集） |
| 章景恆          | 賓客            | 射擊比賽觀衆（第5集） |
| 李晉強          | 賓客            | 射擊比賽觀衆（第5集） |
| 葉婷芝          | Agnes           | - |

#### 萬基銀行搶劫案（第6－7集）
| 演員            | 角色     | 關係 |
| 王維德          | 越南劫匪 | 銀行劫匪 於第6集搶劫萬基銀行並綁架人質 於第7集被李浩揚枪杀 |
| 何君誠          | 吳其臻   | John 丁上善之保鏢 曾向金三角毒販出賣李浩揚身份 於第6集被綁架 於第7集逃脫期間被越南劫匪枪杀 |
|                 | 劫匪甲   | 越南劫匪手下 於第6集搶劫萬基銀行並綁架人質 於第7集被李浩揚枪杀 |
|                 | 劫匪乙   | 越南劫匪手下 於第6集搶劫萬基銀行並綁架人質 於第7集被李浩揚枪杀 |
| 楊家寶          | 理財顧問 | 萬基銀行理財顧問 於第6集被綁架 |
| 李漫芬          | 鄭 太    | 王若玲之客戶、鄭生之妻（第2－3、6集） |
| 司徒暉          | 鄭 生    | 王若玲之客戶、鄭太之夫（第6集） |
| 趙碧如          | 記 者    | （第6集） |
| 吳倩彤          | 記 者    | （第6集） |
| 李旻芬          | 記 者    | （第6集） |
| 杜大偉          | 收數佬   | 慾向王若心的咖啡店收數，並威脅王若心及王若玲 最後被趕絕（第7集） |
| 蔡曜力 （青年） | 李浩揚   | 阿揚、揚哥 遊艇買賣商人／職業殺手／神槍手／槍會教練／地下終結者 與高晉堅亦友亦敵，被其針對後被其反目 上官明珠、黎珍之好友 與丁巧勾結，被其暗恋 上官天之徒弟 前特别任务连高级督察，在一次解救人质行动中，因擅自击毙劫持者，而被革职 後常以私刑的方式制裁惡人，並多次使用狙擊槍對惡人進行遠程射殺（實為執行私刑） 於第12集勒索洪國才 於第23集擊斃鷹眼 於第25集表面上被高晉堅误杀，事实上刻意让高晉堅枪杀，实为假死 (参见《使徒行者3》) |
| 謝天華          | 李浩揚   | 阿揚、揚哥 遊艇買賣商人／職業殺手／神槍手／槍會教練／地下終結者 與高晉堅亦友亦敵，被其針對後被其反目 上官明珠、黎珍之好友 與丁巧勾結，被其暗恋 上官天之徒弟 前特别任务连高级督察，在一次解救人质行动中，因擅自击毙劫持者，而被革职 後常以私刑的方式制裁惡人，並多次使用狙擊槍對惡人進行遠程射殺（實為執行私刑） 於第12集勒索洪國才 於第23集擊斃鷹眼 於第25集表面上被高晉堅误杀，事实上刻意让高晉堅枪杀，实为假死 (参见《使徒行者3》) |

#### 會場爆炸及劫持人質案（第9集）
| 演員   | 角色       | 關係 |
| 布偉傑 | 東歐幫老大 | 丁巧之會面對象兼幫兇 爆炸及劫持人質案主謀 於第9集帶領一批手下霸佔、引爆會場並劫持人質 之後與手下駕車逃離，但车辆轮胎被黎珍一枪打爆 於第9集被飛虎隊擊斃 |
| 柯 嵐  | 東歐幫头馬 | 丁巧之會面對象兼幫兇 東歐幫老大之手下 於第9集被跟隨霸佔、引爆會場並劫持人質 之後向飛虎隊投擲手榴彈後乘車逃離， 於第9集被飛虎隊擊斃                     |
|        | 東歐匪徒甲 | 東歐幫老大、東歐幫头馬之手下 於第9集被飛虎隊擊斃 |
| 曾海昌 | 東歐匪徒乙 | 東歐幫老大、東歐幫头馬之手下 於第9集被上官明珠擊斃 |
|        | 東歐匪徒丙 | 東歐幫老大、東歐幫头馬之手下 於第9集被中歐匪徒丁亂槍射死                                                                                               |
|        | 東歐匪徒丁 | 東歐幫老大、東歐幫头馬之手下 於第9集慾槍殺上官明珠，反倒亂槍射死自己同夥 最後被屈展基擊斃                                                              |

#### 綁架及勒索案（第11－12集）
| 演員            | 角色       | 關係 |
| 王俊棠          | 莊 家      | 賭場老大 於第11集因外圍糾紛而勒索李浩揚 於第12集企圖謀殺李浩揚，最後失敗，被李浩揚擊暈 |
| 邵卓堯          | 頭 馬      | 於第11集帶領手下綁架王若玲、王若心 於第12集縱火兼槍傷李浩揚後被高晉堅擊斃 |
| 黃耀煌          | 匪 徒      | 頭馬之手下 於第11集綁架及勒索王若玲、王若心 於第12集被李浩揚擊斃 |
| 葉家泓          | 匪 徒      | 頭馬之手下 於第11集綁架及勒索王若玲、王若心 於第12集被李浩揚擊斃 |
| 王鎮泉          | 匪 徒      | 頭馬之手下 於第11集綁架及勒索王若玲、王若心 於第12集被李浩揚擊斃 |
| 楊智朗          | 匪 徒      | 頭馬之手下 於第11集綁架及勒索王若玲、王若心 於第12集被李浩揚擊斃 |
| 章景恆          | 艇 仔      | 莊家之手下 於第12集被李浩揚擊暈 |
| 葉志華          | 艇 仔      | 莊家之手下 於第12集被李浩揚擊暈 |
| 蔡曜力 （青年） | 李浩揚     | 阿揚、揚哥 遊艇買賣商人／職業殺手／神槍手／槍會教練／地下終結者 與高晉堅亦友亦敵，被其針對後被其反目 上官明珠、黎珍之好友 與丁巧勾結，被其暗恋 上官天之徒弟 前特别任务连高级督察，在一次解救人质行动中，因擅自击毙劫持者，而被革职 後常以私刑的方式制裁惡人，並多次使用狙擊槍對惡人進行遠程射殺（實為執行私刑） 於第12集勒索洪國才 於第23集擊斃鷹眼 於第25集表面上被高晉堅误杀，事实上刻意让高晉堅枪杀，实为假死 (参见《使徒行者3》) |
| 謝天華          | 李浩揚     | 阿揚、揚哥 遊艇買賣商人／職業殺手／神槍手／槍會教練／地下終結者 與高晉堅亦友亦敵，被其針對後被其反目 上官明珠、黎珍之好友 與丁巧勾結，被其暗恋 上官天之徒弟 前特别任务连高级督察，在一次解救人质行动中，因擅自击毙劫持者，而被革职 後常以私刑的方式制裁惡人，並多次使用狙擊槍對惡人進行遠程射殺（實為執行私刑） 於第12集勒索洪國才 於第23集擊斃鷹眼 於第25集表面上被高晉堅误杀，事实上刻意让高晉堅枪杀，实为假死 (参见《使徒行者3》) |
| 黃梓瑋          | 闊 太      | （第2集） |
| 黃梓瑋          | 陳 太      | （第10集） |
| 吳香倫          | 周 太      | （第10、20集） |
| 阮政峰          | 酒 保      | （第10集） |
| 何基佑          | 亞洲狙擊手 | （第10集） |
| 李礎業          | 亞洲狙擊手 | （第10集） |
| 陳偉洪          | 亞洲狙擊手 | （第10集） |
| 黃建東          | 亞洲狙擊手 | （第10集） |
| 王東泰          | 酒 保      | （第11集） |
| 徐玟晴          | 洪 太      | 洪國才之妻（第12集） |
| 黃柏文          | 洪國才     | 洪爺 外圍賭博集團首腦、江湖老大 鷹眼之頭目 曾委託丁巧清洗五千萬美元黑錢，但黑錢下落不明 聘用鷹眼作私人保鑣及手下 於第9集向丁巧收數 於第12集被李浩揚勒索 於第17集派手下鎗殺上官天 於第24集被警方逮捕 於第25集逃獄並劫持王若心，最後被上官明珠以飛刀法殺死 |
| 余宜發          | 葉以博     | Albert Yip 會計師 王若玲前男友 盧娟亡夫 已去世 |

#### 行刺總統案（第14－16集）
| 演員   | 角色            | 關係                                                                   |
|        | 總 統           | 迦西共和國總統 到香港參與演講會及女兒大學畢業禮 於第15集險被李浩揚擊斃 |
|        | 總統夫人        | 迦西共和國總統夫人 到香港參與女兒大學畢業禮 於第15集險被李浩揚擊斃     |
| 蔡慧欣 | Mandy           | 迦西共和國總統女兒 在香港的大學畢業 於第15集險被李浩揚擊斃             |
| 楊證樺 | 保安科人員      | 負責接待總統一行人                                                     |
| 林健生 | G4              | 保護總統                                                               |
| 鄭嘉豪 | G4              | 保護總統                                                               |
| 朱斐斐 | 公 關           | 總統演講會會場公關                                                     |
| 王靖怡 | 公 關           | 總統演講會會場公關                                                     |
| 白 雲  | PPJ保險公司職員 | PPJ保險公司職員（第1集）                                               |
| 何佩珉 | PPJ保險公司職員 | PPJ保險公司職員（第1集）                                               |
| 陳嘉嘉 | 記 者           | （第1、3集）                                                           |
| 黃耀煌 | 手下            | 手下                                                                   |
| 葉家泓 | 手下            | 手下                                                                   |
| 陳家良 | 賓客            | 香港大學畢業典禮觀衆（第15集）                                         |
| 譚永浩 | 賓客            | 香港大學畢業典禮觀衆（第15集）                                         |
| 林玥   | 賓客            | 香港大學畢業典禮觀衆（第15集）                                         |
| 袁鎮業 | 賓客            | 香港大學畢業典禮觀衆（第15集）                                         |
| 王志康 | 賓客            | 香港大學畢業典禮觀衆（第15集）                                         |
| 朱樂洺 | 賓客            | 香港大學畢業典禮觀衆（第15集）                                         |
| 李嘉晉 | 賓客            | 香港大學畢業典禮觀衆（第15集）                                         |
| 黃毅進 | 賓客            | 香港大學畢業典禮觀衆（第15集）                                         |
| 范仲恒 | 賓客            | 香港大學畢業典禮觀衆（第15集）                                         |
| 李悅瀚 | 賓客            | 香港大學畢業典禮觀衆（第15集）                                         |
| 黃榮燊 | 賓客            | 香港大學畢業典禮觀衆（第15集）                                         |
| 黃耀英 | 賓客            | 香港大學畢業典禮觀衆（第15集）                                         |
| 何廣沛 | 賓客            | 香港大學畢業典禮觀衆（第15集）                                         |
| 何沛霖 | 賓客            | 香港大學畢業典禮觀衆（第15集）                                         |
| 施駿喆 | 賓客            | 香港大學畢業典禮觀衆（第15集）                                         |
| 劉嘉琪 | 賓客            | 香港大學畢業典禮觀衆（第15集）                                         |
| 楊家寶 | 賓客            | 香港大學畢業典禮觀衆（第15集）                                         |
| 陳潁熙 | 賓客            | 香港大學畢業典禮觀衆（第15集）                                         |
| 利穎怡 | 賓客            | 香港大學畢業典禮觀衆（第15集）                                         |
| 趙璧渝 | 賓客            | 香港大學畢業典禮觀衆（第15集）                                         |
| 梁茵   | 賓客            | 香港大學畢業典禮觀衆（第15集）                                         |
| 周梓盈 | 賓客            | 香港大學畢業典禮觀衆（第15集）                                         |
| 李旻芳 | 賓客            | 香港大學畢業典禮觀衆（第15集）                                         |
| 吳沚默 | 賓客            | 香港大學畢業典禮觀衆（第15集）                                         |
| 吳倩彤 | 賓客            | 香港大學畢業典禮觀衆（第15集）                                         |
| 郭懿皚 | 賓客            | 香港大學畢業典禮觀衆（第15集）                                         |

#### 富商被囚禁及上官天被殺案（第16－17集）
| 演員   | 角色   | 關係 |
| 鍾志光 | 劉國忠 | KC Lau 地產商 藉上海地產項目詐騙丁峰 丁上善、丁巧之對手 於第16集被丁巧、陳慕芝囚禁 於第17集被洪國才手下的流彈射中身亡 |
| 潘芳芳 | 劉 太  | 劉國忠之妻 委託洪國才派人營救劉國忠 |
| 曾健明 | 司 機  | 劉家司機 |
| 李國麟 | 上官天 | 於第17集營救劉國忠時中鎗身亡 參見上官家 |
| 謝天華 | 李浩揚 | 協助丁巧及陳慕芝綁架劉國忠 曾被高晉堅懷疑是殺死上官天的兇手 |
| 何啟南 | 鷹 眼  | 職業槍手 洪國才之手下 李浩揚之天敵 於第17集殺死上官天 參見劫持與復仇案 |
| 徐玟晴 | 洪 太  | 洪國才之妻（第12集） |
| 黃栢文 | 洪國才 | 洪爺 外圍賭博集團首腦、江湖老大 鷹眼之頭目 曾委託丁巧清洗五千萬美元黑錢，但黑錢下落不明 聘用鷹眼作私人保鑣及手下 於第9集向丁巧收數 於第12集被李浩揚勒索 於第17集派手下鎗殺上官天 於第24集被警方逮捕 於第25集逃獄並劫持王若心，最後被上官明珠以飛刀法殺死 |
| 羅浩銘 | 金 毛  | 偷車賊、通緝犯 被上官明珠抓到後反抗慾殺害其，最後被郭泰倫制止（第19集） |

#### 劫持與復仇案（第21－25集）
| 演員            | 角色     | 關係 |
| 徐玟晴          | 洪 太    | 洪國才之妻（第12集） |
| 黃栢文          | 洪國才   | 洪爺 外圍賭博集團首腦、江湖老大 鷹眼之頭目 曾委託丁巧清洗五千萬美元黑錢，但黑錢下落不明 聘用鷹眼作私人保鑣及手下 於第9集向丁巧收數 於第12集被李浩揚勒索 於第17集派手下鎗殺上官天 於第24集被警方逮捕 於第25集逃獄並劫持王若心，最後被上官明珠以飛刀法殺死 |
| 蔡曜力 （青年） | 李浩揚   | 阿揚、揚哥 遊艇買賣商人／職業殺手／神槍手／槍會教練／地下終結者 與高晉堅亦友亦敵，被其針對後被其反目 上官明珠、黎珍之好友 與丁巧勾結，被其暗恋 上官天之徒弟 前特别任务连高级督察，在一次解救人质行动中，因擅自击毙劫持者，而被革职 後常以私刑的方式制裁惡人，並多次使用狙擊槍對惡人進行遠程射殺（實為執行私刑） 於第12集勒索洪國才 於第23集擊斃鷹眼 於第25集表面上被高晉堅误杀，事实上刻意让高晉堅枪杀，实为假死 (参见《使徒行者3》) |
| 謝天華          | 李浩揚   | 阿揚、揚哥 遊艇買賣商人／職業殺手／神槍手／槍會教練／地下終結者 與高晉堅亦友亦敵，被其針對後被其反目 上官明珠、黎珍之好友 與丁巧勾結，被其暗恋 上官天之徒弟 前特别任务连高级督察，在一次解救人质行动中，因擅自击毙劫持者，而被革职 後常以私刑的方式制裁惡人，並多次使用狙擊槍對惡人進行遠程射殺（實為執行私刑） 於第12集勒索洪國才 於第23集擊斃鷹眼 於第25集表面上被高晉堅误杀，事实上刻意让高晉堅枪杀，实为假死 (参见《使徒行者3》) |
| 何啟南          | 鷹 眼    | 退役军人，曾于法国做过雇佣兵并加入过美国海豹突击队 洪國才之手下兼私人保镖 李浩揚、王若玲之天敵 於第21集劫持王若玲、高晉堅 於第21集慾鎗殺王若玲，反倒鎗傷王子康 於第23集被李浩揚鎗殺 |
| 周海媚          | 王若玲   | 於第21集被鷹眼劫持，後獲救 於第23集開始練鎗以復仇 於第25集自首洗黑钱，後來動手術而失憶 參見王家 |
| 徐子珊          | 上官明珠 | O記高級督察 於第25集為救王若玲被洪國才鎗傷，送院後不治身亡 參見上官家 |
| 范仲恒          | 手 下    | 洪國才之手下 於第23集劫持王若玲 被李浩揚擊斃 |
| 鄭嘉豪          | 手 下    | 洪國才之手下 於第23集劫持王若玲 被李浩揚擊斃 |
| 郭田葰          | 醫 生    | 王子康之主診醫生（第21－22集） |
| 陳建文          | 男 子    | 收數佬 慾向甄敏婷恐嚇、收數，後被王若玲暴力打退（第22集） |
| 甄敏婷          | 女 子    | 被陳建文恐嚇及收數（第22集） |
| 容天佑          | 公 子    | （第22集） |
| 王德基          | 公 子    | （第22集） |
| 關浩揚          | 公 子    | （第22集） |
| 劉蔚萱          | 記 者    | （第1、24集） |
| 孫慧雪          | 主播     | （第25集） |
| 王志康          | 傑出青年 | （第22集） |
| 吳沚默          | 傑出青年 | （第22集） |
| 陳家良          | 賓客     | 傑出青年獎觀衆（第24集） |
| 林玥            | 賓客     | 傑出青年獎觀衆（第24集） |
| 朱樂洺          | 賓客     | 傑出青年獎觀衆（第24集） |
| 李嘉晉          | 賓客     | 傑出青年獎觀衆（第24集） |
| 黃毅進          | 賓客     | 傑出青年獎觀衆（第24集） |
| 李悅瀚          | 賓客     | 傑出青年獎觀衆（第24集） |
| 黃榮燊          | 賓客     | 傑出青年獎觀衆（第24集） |
| 黃耀英          | 賓客     | 傑出青年獎觀衆（第24集） |
| 何廣沛          | 賓客     | 傑出青年獎觀衆（第24集） |
| 何沛霖          | 賓客     | 傑出青年獎觀衆（第24集） |
| 施駿喆          | 賓客     | 傑出青年獎觀衆（第24集） |
| 譚永浩          | 賓客     | 傑出青年獎觀衆（第24集） |
| 袁鎮業          | 賓客     | 傑出青年獎觀衆（第24集） |
| 劉嘉琪          | 賓客     | 傑出青年獎觀衆（第24集） |
| 楊家寶          | 賓客     | 傑出青年獎觀衆（第24集） |
| 陳潁熙          | 賓客     | 傑出青年獎觀衆（第24集） |
| 利穎怡          | 賓客     | 傑出青年獎觀衆（第24集） |
| 趙璧渝          | 賓客     | 傑出青年獎觀衆（第24集） |
| 梁茵            | 賓客     | 傑出青年獎觀衆（第24集） |
| 周梓盈          | 賓客     | 傑出青年獎觀衆（第24集） |
| 李旻芳          | 賓客     | 傑出青年獎觀衆（第24集） |
| 吳倩彤          | 賓客     | 傑出青年獎觀衆（第24集） |
| 郭懿皚          | 賓客     | 傑出青年獎觀衆（第24集） |
| 朱斐斐          | 賓客     | 傑出青年獎觀衆（第24集） |
| 王靖怡          | 賓客     | 傑出青年獎觀衆（第24集） |
| 林健生          | 賓客     | 傑出青年獎觀衆（第24集） |
| 張韋怡          | 主控     | （第25集） |

### 其他演員
| 演員       | 角色     | 關係                                           |
| 馬貫東     | 查小寶   | 李浩揚之助手                                   |
| 余宜發     | 葉以博   | Albert Yip 會計師 王若玲前男友 盧娟亡夫 已去世 |
| 沈可欣     | 盧 娟    | 葉以博之妻 患有腎病（第14集）                  |
| 沈愛琳     | Kitty    | 咖啡店侍應 王若心、王若玲之下屬                |
| Joe Junior | 蔡萬承   | 槍會老闆                                       |
| 潘冠霖     | 槍會職員 |                                                |
| 陳欣淘     | 槍會職員 |                                                |

## 記事
- 2012年12月6日：此劇於12:30在將軍澳電視廣播城一廠灰位舉行試造型記者會。[3]
- 2013年2月27日：此劇於15:00在將軍澳電視廣播城舉行拜神儀式。[4]
- 2013年9月5日：此劇於13:00在觀塘偉業街146號美嘉工業大廈4樓城市獵人室內近戰練習中心舉行「神鎗降臨」宣傳活動。[5]
- 2013年9月13日：此劇於13:00在鑽石山荷里活廣場舉行「狙擊月滿迎中秋」宣傳活動。[6]

## 軼事
- 此劇是謝天華及周海媚在無綫電視的告別作，也是周海媚生前最後一部香港電視劇。
- 此劇是陳煒繼《法網狙擊》後再度飾演反派。

## 歌曲
本劇於在YouTube、网络以及电视上所找到此剧歌曲。
| 主唱   | 歌曲     | 作曲   | 填詞   | 編曲   | 歌曲監製 | 用作   | 歌曲提供         |
| 主唱   | 歌曲     | 作曲   | 填詞   | 編曲   | 歌曲監製 | 主題曲 | 歌曲提供         |
| 謝天華 | 狙擊人生 | 葉肇中 | 黄厚霖 | 鄧智偉 | 鄧智偉   |        | 正视音乐有限公司 |

## 相關節目
- 法網狙擊

## 收視
以下為本劇於香港無綫電視翡翠台、高清翡翠台之收視紀錄：
| 週次 | 集數   | 日期                    | 平均收視 | 最高收視 |
| 1    | 01－05 | 2013年9月9日－9月13日   | 25點     | 27點     |
| 2    | 06－10 | 2013年9月16日－9月20日  | 24點     | 26點     |
| 3    | 11－15 | 2013年9月23日－9月27日  | 26點     | 29點     |
| 4    | 16－20 | 2013年9月30日－10月4日  | 26點     | 28點     |
| 5    | 21－25 | 2013年10月7日－10月11日 | 27點     | 29點     |

## 電視節目的變遷
| 香港無綫電視翡翠台、高清翡翠台 星期一至五 21:30-22:30 時段                                                                                 | 香港無綫電視翡翠台、高清翡翠台 星期一至五 21:30-22:30 時段 | 香港無綫電視翡翠台、高清翡翠台 星期一至五 21:30-22:30 時段 |
| --- | ---------------------------------------------------------- | ---------------------------------------------------------- |
| | 神鎗狙擊 (2013.09.09 - 2013.10.11)                         |                                                            |
| 衝上雲霄II (第1-39集) 星期一至五 (2013.07.15 - 2013.09.05) 衝上雲霄II (香港首播版第40集，原裝版第40-41集) 星期五 (2013.09.06)(20:30-22:30) | 法外風雲 (2013.10.14 - 2013.11.22)                         |                                                            |

| 馬來西亞 Astro On Demand劇集首映 21:30－22:30 時段 | 馬來西亞 Astro On Demand劇集首映 21:30－22:30 時段 | 馬來西亞 Astro On Demand劇集首映 21:30－22:30 時段 |
| -------------------------------------------------- | -------------------------------------------------- | -------------------------------------------------- |
|                                                    | 神槍狙擊 (2013.09.09 - 2013.10.11)                 |                                                    |
| 衝上雲霄II (2013.07.15 - 2013.09.06)               | 法外風雲 （2013.10.14 - 2013.11.22）               |                                                    |

| 澳洲 TVBJ 20:15－21:15 時段          | 澳洲 TVBJ 20:15－21:15 時段          | 澳洲 TVBJ 20:15－21:15 時段 |
| ------------------------------------ | ------------------------------------ | --------------------------- |
|                                      | 神槍狙擊 (2013.09.12 - 2013.10.16)   |                             |
| 衝上雲霄II (2013.07.16 - 2013.09.11) | 法外風雲 （2013.10.17 - 2013.11.27） |                             |

| 美國 TVBe 21:30－22:30 時段          | 美國 TVBe 21:30－22:30 時段          | 美國 TVBe 21:30－22:30 時段 |
| ------------------------------------ | ------------------------------------ | --------------------------- |
|                                      | 神槍狙擊 (2013.09.09 - 2013.10.11)   |                             |
| 衝上雲霄II (2013.07.15 - 2013.09.06) | 法外風雲 （2013.10.14 - 2013.11.22） |                             |

| 加拿大 新时代2高清台 9:00 - 10:00、17:30 - 18:30、21:30－22:30 時段 9月20日起早间播出时间改为10:00 - 11:00 | 加拿大 新时代2高清台 9:00 - 10:00、17:30 - 18:30、21:30－22:30 時段 9月20日起早间播出时间改为10:00 - 11:00 | 加拿大 新时代2高清台 9:00 - 10:00、17:30 - 18:30、21:30－22:30 時段 9月20日起早间播出时间改为10:00 - 11:00 |
| --- | --- | --- |
| | 神槍狙擊 (2013.09.09 - 2013.10.11)                                                                         | |
| 衝上雲霄II (2013.07.15 - 2013.09.06)                                                                       | 法外風雲 （2013.10.14 - 2013.11.22）                                                                       | |

| 台灣 TVBS歡樂台 20:00－21:00 (12/31 19:00 - 01:00播出2014台北最HIGH新年城) | 台灣 TVBS歡樂台 20:00－21:00 (12/31 19:00 - 01:00播出2014台北最HIGH新年城) | 台灣 TVBS歡樂台 20:00－21:00 (12/31 19:00 - 01:00播出2014台北最HIGH新年城) |
| -------------------------------------------------------------------------- | -------------------------------------------------------------------------- | -------------------------------------------------------------------------- |
|                                                                            | 神鎗狙擊 (2013.12.03 - 2014.01.07)                                         |                                                                            |
| 情逆三世緣 (2013.10.21 - 2013.12.02)                                       | On Call 36小時Ⅱ （2014.01.08 - 2014.02.18）                                |                                                                            |

| 星和娱家戏剧台 劇集首映 星期一至五 21:00—22:00 時段 | 星和娱家戏剧台 劇集首映 星期一至五 21:00—22:00 時段 | 星和娱家戏剧台 劇集首映 星期一至五 21:00—22:00 時段 |
| --------------------------------------------------- | --------------------------------------------------- | --------------------------------------------------- |
|                                                     | 神鎗狙擊 （2013.12.19 — 2014.01.22） PG13 暴力画面  |                                                     |
| 衝上雲霄II （2013.10.21 — 2013.12.18）              | 法外風雲 （2014.01.23 — 2014.03.07）                |                                                     |

| 新时代电视 21:00—22:00 時段            | 新时代电视 21:00—22:00 時段          | 新时代电视 21:00—22:00 時段 |
| -------------------------------------- | ------------------------------------ | --------------------------- |
|                                        | 神鎗狙擊 （2014.09.17 — 2014.10.21） |                             |
| 衝上雲霄II （2014.07.18 - 2014.09.16） | My盛Lady （2014.10.22 — 2014.11.18） |                             |

| 新加坡 新传媒U频道 每週六、日 21:00 - 23:00 · 9月13日 第一集 22:00 - 23:00 · 10月10日 播映時間改為 21:30 - 22:30 · 10月31日 第25集 21:00 - 22:00 | 新加坡 新传媒U频道 每週六、日 21:00 - 23:00 · 9月13日 第一集 22:00 - 23:00 · 10月10日 播映時間改為 21:30 - 22:30 · 10月31日 第25集 21:00 - 22:00 | 新加坡 新传媒U频道 每週六、日 21:00 - 23:00 · 9月13日 第一集 22:00 - 23:00 · 10月10日 播映時間改為 21:30 - 22:30 · 10月31日 第25集 21:00 - 22:00 |
| --- | --- | --- |
| | 神鎗狙擊 （2015年9月13日 - 2015年10月31日） PG                                                                                                   | |
| 你們被包圍了 （2015年7月26日 - 2015年9月13日） (9月13日 大结局 21:00 - 22:00)                                                                    | 奇皇后 （2015年10月31日 - 2016年2月21日） (10月31日 第一集 22:00 - 23:00)                                                                        | |

| 馬來西亞 ntv7 星期一至三 23:00－00:00       | 馬來西亞 ntv7 星期一至三 23:00－00:00    | 馬來西亞 ntv7 星期一至三 23:00－00:00 |
| ------------------------------------------- | ---------------------------------------- | ------------------------------------- |
|                                             | 神鎗狙擊 （2016年2月1日 - 2016年4月6日） |                                       |
| My盛Lady （2015年12月15日 - 2016年1月27日） | 守业者 （2016年4月11日 - 2016年6月21日） |                                       |